# Brommö
Brommö (auch Bromö) ist eine Insel im schwedischen See Vänern. Brommö hat eine Fläche von ca. 18 km2 und gehört zur Gemeinde Mariestad.
Mit ihrer östlich angrenzenden Nachbarinsel Torsö ist Brommö über eine Fähre verbunden.
Brommö ist eine der Schären-Inseln im Vänernsee. Weitere Inseln vor Mariestad sind Torsö, Dillö, Onsö und Kalvöarna.